# Tokey Banta
Pour les articles homonymes, voir Banta.
Tokey Banta ou Toké-Banta est un village de l'arrondissement de Banikoara dans l'Alibori dans le nord du Bénin.